# Pardosa lombokibia
Pardosa lombokibia là một loài nhện trong họ Lycosidae.
Loài này thuộc chi Pardosa. Pardosa lombokibia được Embrik Strand miêu tả năm 1915.